# Stefan Marković
Pour l’article homonyme, voir Stefan Marković (basket-ball).
Stefan Marković, en serbe cyrillique Стефан Марковић (né le 26 décembre 1804 à Zemun - mort à Vienne le 29 novembre 1864), était un homme politique serbe. Il fut deux fois représentant du Prince, à un moment où la Serbie était une principauté autonome à l’intérieur de l’Empire ottoman.

## Biographie
Stefan Marković naquit en 1805, au moment où la Serbie, avec la première et la deuxième insurrection contre les Turcs, recouvrait progressivement son autonomie après une longue domination. 
Il commença ses études primaires à Zemun en 1815 ; il poursuivit ses études secondaires à Sremski Karlovci à partir de 1821, à une époque où la ville appartenait à la dynastie autrichienne des Habsbourg. C’est ainsi qu’il effectua ses études supérieures à l’Université de Vienne. 
À partir de 1834, il s’installa en Serbie et, à partir de 1835, il devint membre du gouvernement et secrétaire du Bureau du Représentant du Prince. 
À partir de 1837, il fut directeur du Bureau du Prince Miloš Ier Obrenović. 
En 1842, après l’abdication du prince Miloš et après celle de son fils, le prince Michel III, il soutint la dynastie des Karađorđević, arrivée au pouvoir en la personne du prince Alexandre. Ce soutien se concrétisa par des responsabilités nouvelles. 
Membre du Conseil des Ministres de 1842 à 1857, il fut Ministre de la Justice et de l’Éducation de 1854 à 1856, puis de nouveau de septembre 1856 à juin 1857.
Du 10 juin au 28 septembre 1856, il fut Représentant du prince Alexandre, l’équivalent d’un Premier Ministre. Il exerça en même temps la fonction de Ministre des Affaires étrangères. 
Stefan Marković remplit encore cette double fonction du 1er juillet 1857 au 12 juin 1858.
Fidèle aux Karađorđević, quand le vieux prince Miloš Obrenović fut à nouveau désigné comme prince régnant, Stefan Marković dut quitter la Serbie. Il mourut en exil en Autriche.
En mai 1842, Stefan Marković fut le premier membre de la Société scientifique de Serbie. Il en fut le président de 1854 à 1857. Cette Société allait devenir l’Académie serbe des Sciences et des Arts. 